# 인천가원초등학교
인천가원초등학교(仁川佳原初等學校)는 대한민국 인천광역시 서구에 있는 공립 초등학교이다.

## 학교 연혁
- 2015.02.23. 인천가원초등학교 설립인가
- 2015.09.01. 개교 및 9학급 편성(1~6학년)
- 2015.09.01. 제1대 이영규 교장 취임

## 참고 자료
- 인천가원초등학교 - 한국교육학술정보원 학교알리미